# Hasune (metropolitana di Tokyo)
Hasune (蓮根駅?, Hasune-eki) è una stazione della metropolitana di Tokyo che si trova a Itabashi. La stazione è servita dalla linea Mita della Toei Metro.

## Struttura
La stazione è dotata di un marciapiede a isola centrale con due binari su viadotto.
| 1 | Linea Mita | per Sugamo, Hibiya, Shirokane-Takanawa, Meguro e linea Tōkyū Tōyoko |
| 2 | Linea Mita | per Takashimadaira e Nishi-Takashimadaira                           |

## Stazioni adiacenti
| «                | Servizio   | »          |
| Linea Mita       | Linea Mita | Linea Mita |
| ---------------- | ---------- | ---------- |
| Shimura-sanchōme | -          | Nishidai   |